# Grandiphyllum auricula
Grandiphyllum auricula är en orkidéart som först beskrevs av Vell., och fick sitt nu gällande namn av Docha Neto. Grandiphyllum auricula ingår i släktet Grandiphyllum och familjen orkidéer. Inga underarter finns listade i Catalogue of Life.

## Bildgalleri

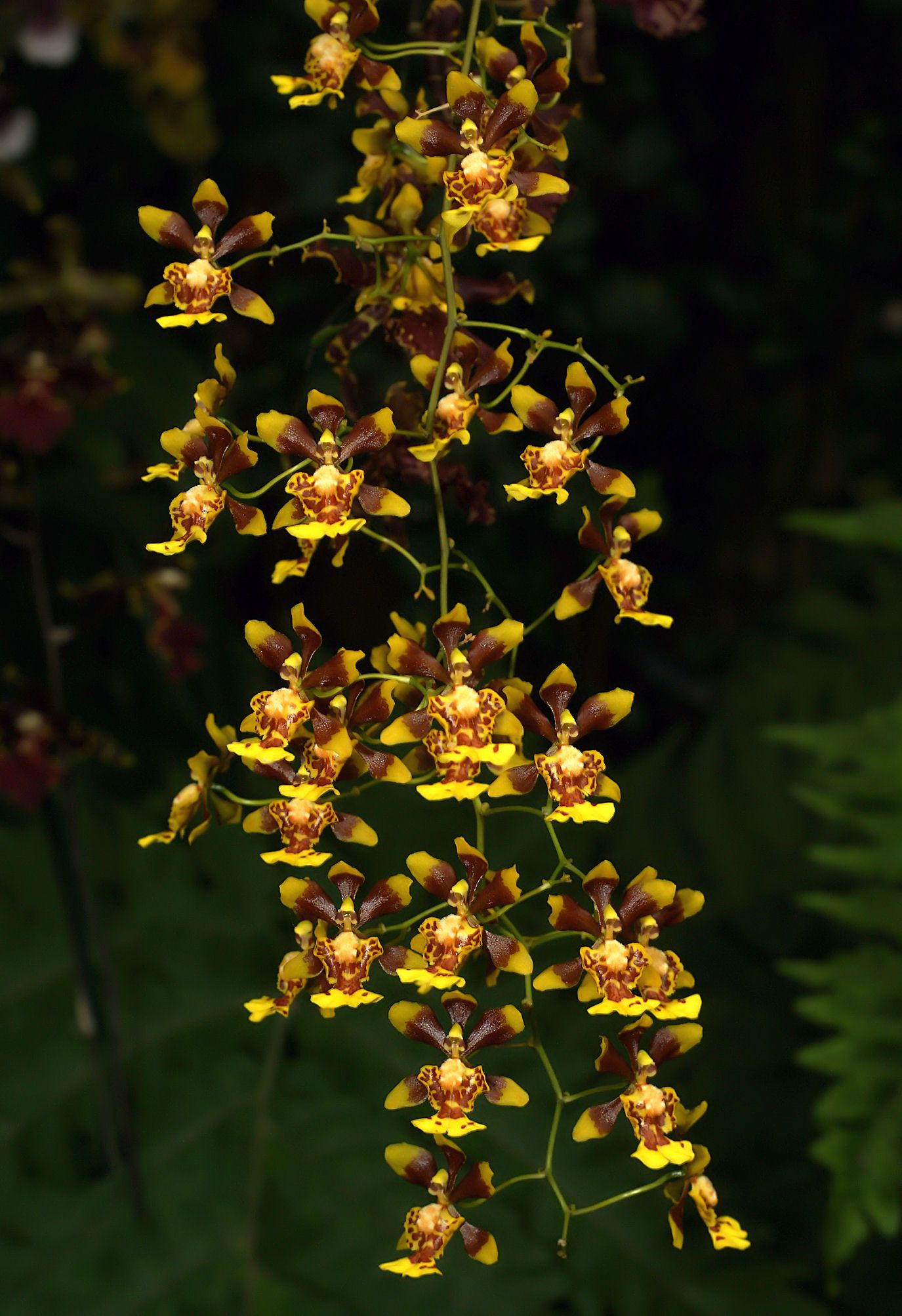
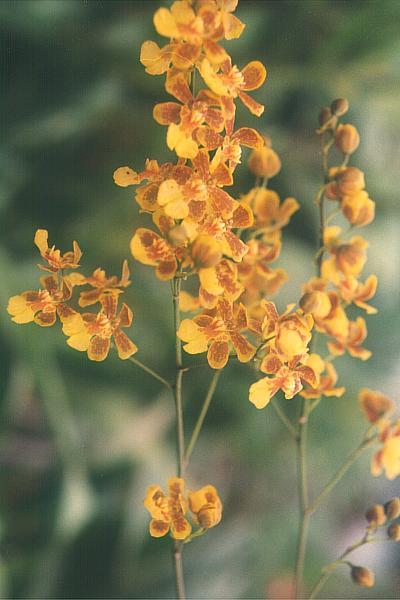
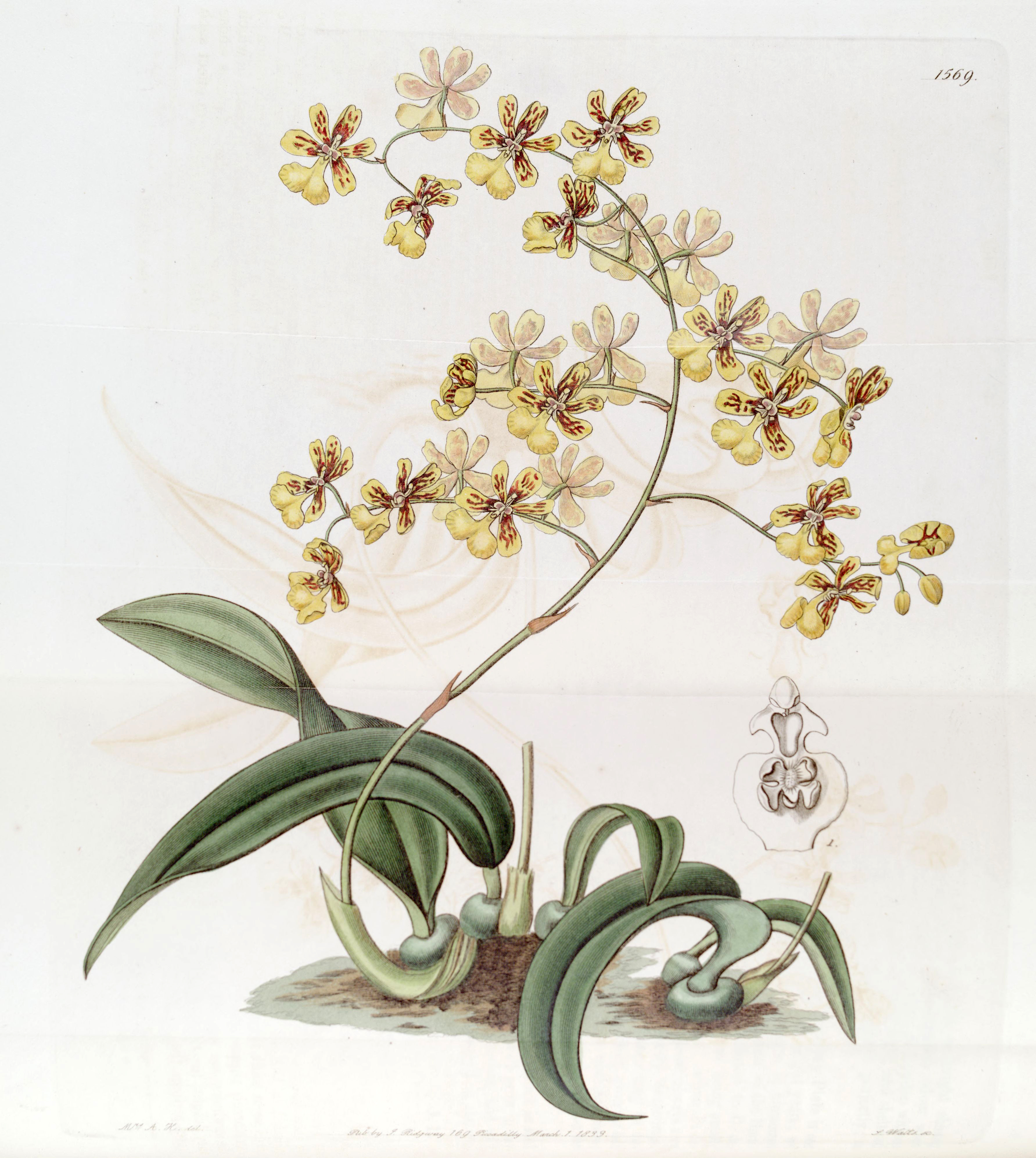
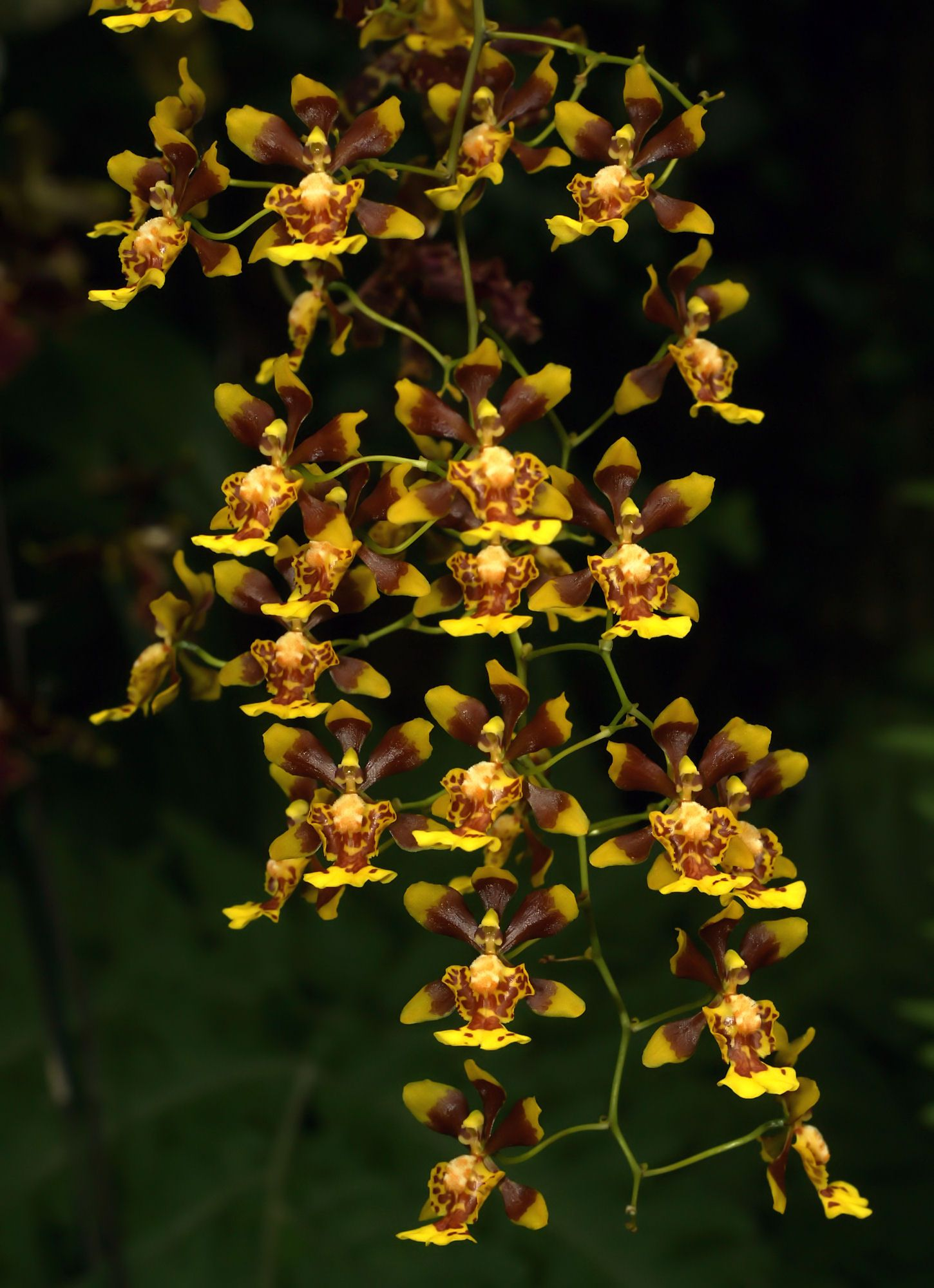
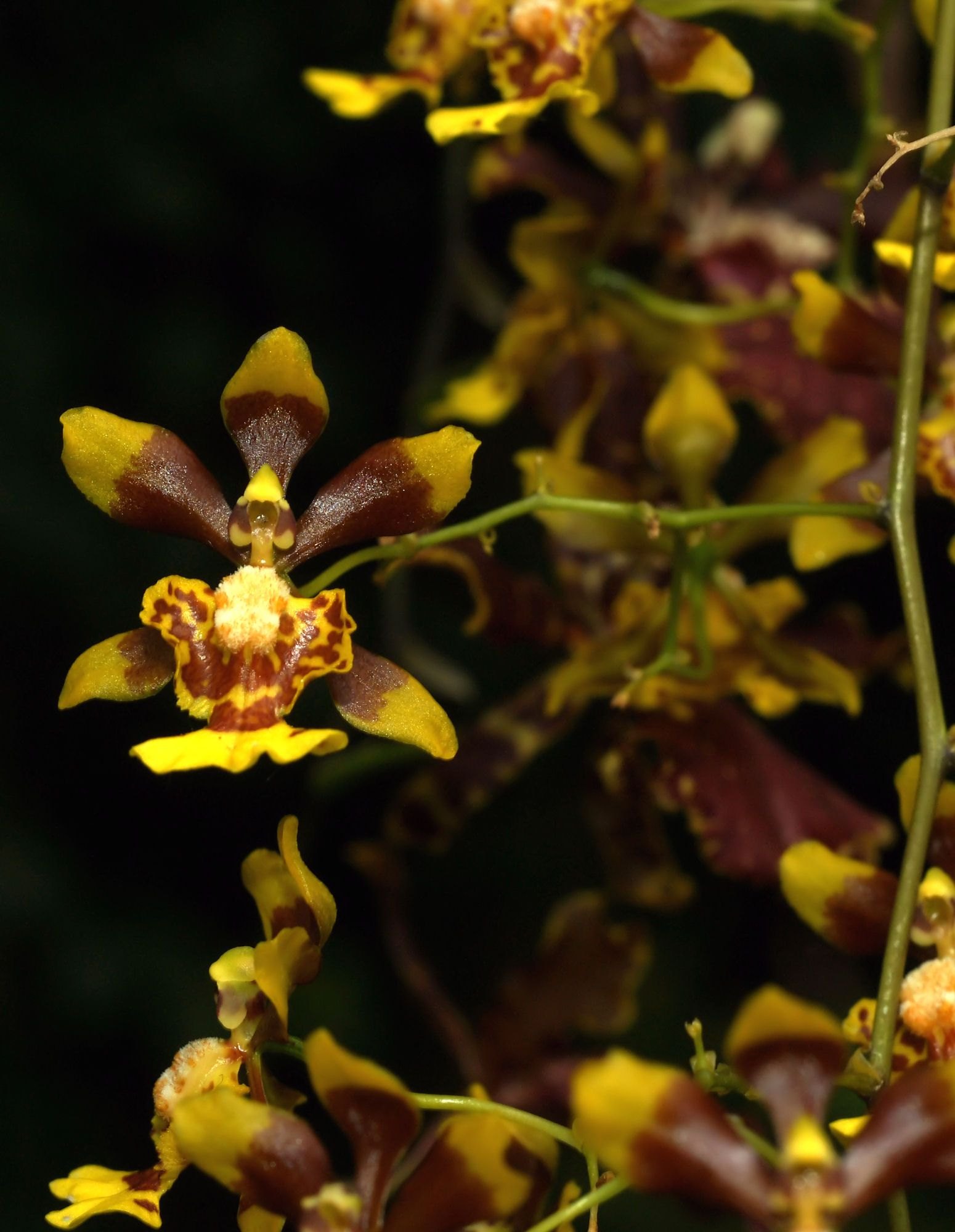
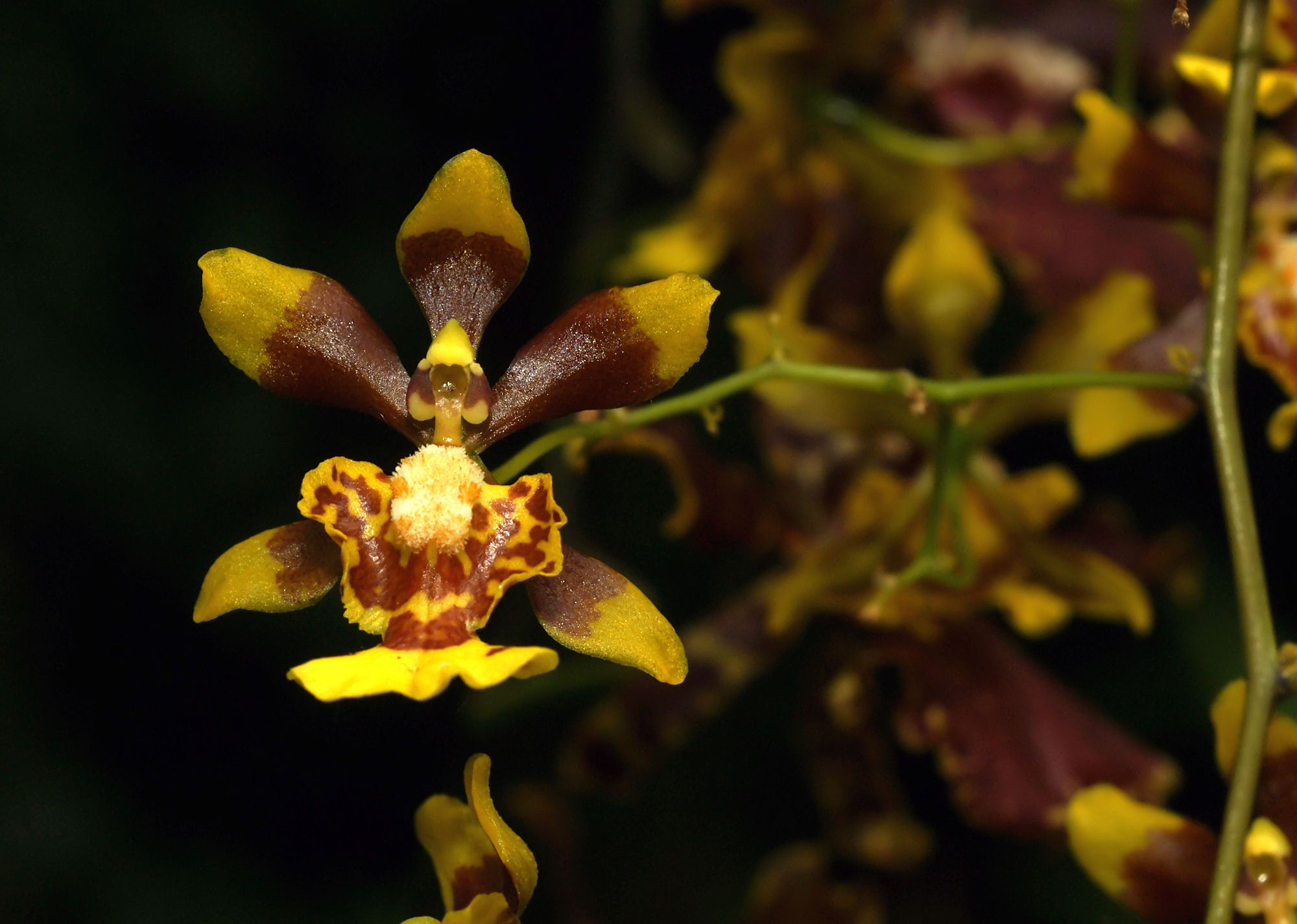